# Северный полюс-15
Северный полюс-15 (СП-15) — советская научно-исследовательская дрейфующая станция. Открыта 29 марта 1966 года. Дрейфовала на паковом льду. Закончила дрейф 22 марта 1968 года. Прошла от 78°49′ с. ш. 168°08′ в. д. до 85°45′ с. ш. 10°30′ з. д. в общей сложности 2330 км.
Первым начальником экспедиции был В. В. Панов, 15 апреля 1967 года на станцию прибыла новая смена сотрудников, которую возглавил Л. В. Булатов. 4 декабря 1967 года станция прошла на расстоянии 1,2 морской мили от точки Северного полюса. Полярники воспользовались этим и установили там флаг СССР, а также оставили бутылку с запиской.
Примерно в 40 километрах от станции была устроена специальная военно-морская станция Северный полюс-15Ф. Станция просуществовала с 27 мая по 28 октября 1966 года, её начальником был И. П. Романов. Основными задачами станции являлась навигация советских атомных лодок и обнаружение американских субмарин. В сентябре 1966 года на станции производились опыты с гидроакустическим оборудованием с участием атомной подводной лодки К-14.